# Krzysztof Józef Nykiel
Krzysztof Józef Nykiel (Osjaków, 28 febbraio 1965) è un vescovo cattolico polacco, dal 26 giugno 2012 reggente della Penitenzieria apostolica e dal 1º maggio 2024 vescovo titolare di Velia.

## Biografia
Krzysztof Józef Nykiel è nato a Osjaków il 28 febbraio 1965. Da ragazzo frequentava la parrocchia di San Rocco a Konopnica, nell'arcidiocesi di Częstochowa.

### Formazione e ministero sacerdotale
Nel 1984 ha superato l'esame di maturità ed è entrato nel seminario teologico superiore di Łódź dove ha studiato filosofia e teologia.
Il 9 giugno 1990 è stato ordinato presbitero per l'arcidiocesi di Łódź nella cattedrale arcidiocesana dall'arcivescovo Władysław Ziółek. Nello stesso anno ha conseguito la laurea magistrale in teologia presso l'Accademia di Teologia Cattolica di Varsavia. Nel 2001 ha conseguito il dottorato in diritto canonico presso la Pontificia Università Gregoriana con una dissertazione intitolata La natura della potestà della Chiesa nella concessione delle indulgenze.
Dal 1990 al 1991 è stato vicario parrocchiale della parrocchia della Beata Vergine Maria, Regina di Polonia, a Włodzimierzów e insegnante di religione nella stessa località. Nel 1991 ha iniziato a svolgere il ministero pastorale nella parrocchia di Sant'Anna a Passoscuro, nella sede suburbicaria di Porto-Santa Rufina, concentrandosi sulla pastorale degli immigrati polacchi.
Nel 1995 è entrato in servizio come officiale presso il Pontificio consiglio della pastorale per gli operatori sanitari e nel 2002 è stato trasferito alla sezione disciplinare della Congregazione per la dottrina della fede divenendo stretto collaboratore dell'allora prefetto di quel dicastero, il cardinale Joseph Ratzinger, fino alla sua elezione a sommo pontefice nel 2005.
Il 20 luglio 2001 papa Giovanni Paolo II gli ha concesso il titolo di cappellano di Sua Santità e il 3 maggio 2010 papa Benedetto XVI lo ha elevato al rango di prelato d'onore di Sua Santità. Il 24 novembre 2005 è stato nominato canonico onorario del capitolo della basilica arcicattedrale di Santo Stanislao Kostka a Łódź e il 30 dicembre 2010 è stato nominato chierico prelato della Camera apostolica.
Il 18 dicembre 2009 è divenuto segretario aggiunto della commissione internazionale di inchiesta e di studio sulle apparizioni della Madonna di Međugorje. Il 23 aprile 2010 è diventato membro del consiglio di vigilanza dell'Istituto Ecclesiastico Polacco a Roma e il 5 gennaio dell'anno successivo papa Benedetto XVI lo ha nominato consultore del Pontificio consiglio della pastorale per gli operatori sanitari.
Il 26 giugno 2012 papa Benedetto XVI lo ha nominato reggente della Penitenzieria apostolica. Parlando di questo incarico ha detto: "Abbiamo ragione a chiamarlo Tribunale della Misericordia perché la sua missione principale è aiutare le persone che si trovano in una situazione impossibile da riconciliare con la loro salvezza eterna nel processo di riconciliazione con Dio e con la Chiesa".
È postulatore delle cause di beatificazione e di canonizzazione della Venerabile Serva di Dio Wanda Malczewska e di Suor Maria Julitta Ritz.
È membro dell'Associazione dei Canonisti Polacchi.
È autore di pubblicazioni e di articoli scientifici e pastorali. Collabora con le redazioni di Dolentium Hominum, già rivista ufficiale del Pontificio consiglio della pastorale per gli operatori sanitari e oggi pubblicazione del Dicastero per il servizio dello sviluppo umano integrale; de L'Osservatore Romano; della rivista Niedziela e di Rycerz Niepokalanej dla Polonii. Collabora anche con la sezione polacca della Radio Vaticana. È membro del comitato editoriale della Rivista di studi sul dolore e di bioetica, curata dall'Istituto per lo studio e la terapia del dolore di Firenze, per quanto riguarda gli aspetti giuridico-canonici. È stato relatore a simposi, convegni e conferenze.
Dal 1º luglio 2014 è professore invitato presso la Facoltà di Diritto Canonico della Pontificia Università Gregoriana e attualmente tiene i corsi di "Culto e sacramento della penitenza. Prassi amministrativa" e di "Sanzioni. Prassi amministrativa" nel ciclo di licenza in diritto canonico.
Il 13 maggio 2017 è stato ammesso nella confraternita dei Monaci di San Paolo primo eremita.

### Ministero episcopale
Il 1º maggio 2024 papa Francesco lo ha elevato alla dignità episcopale assegnandogli la sede titolare di Velia.
Il 22 giugno seguente ha ricevuto l'ordinazione episcopale, nella basilica di San Pietro in Vaticano, dal cardinale Mauro Piacenza, penitenziere maggiore emerito, co-consacranti il cardinale Angelo De Donatis, penitenziere maggiore, e Władysław Ziółek, arcivescovo emerito di Łódź.

## Genealogia episcopale
La genealogia episcopale è:
- Cardinale Scipione Rebiba
- Cardinale Giulio Antonio Santori
- Cardinale Girolamo Bernerio, O.P.
- Arcivescovo Galeazzo Sanvitale
- Cardinale Ludovico Ludovisi
- Cardinale Luigi Caetani
- Cardinale Ulderico Carpegna
- Cardinale Paluzzo Paluzzi Altieri degli Albertoni
- Papa Benedetto XIII
- Papa Benedetto XIV
- Cardinale Enrico Enriquez
- Arcivescovo Manuel Quintano Bonifaz
- Cardinale Buenaventura Córdoba Espinosa de la Cerda
- Cardinale Giuseppe Maria Doria Pamphilj
- Papa Pio VIII
- Papa Pio IX
- Cardinale Gustav Adolf von Hohenlohe-Schillingsfürst
- Arcivescovo Salvatore Magnasco
- Cardinale Gaetano Alimonda
- Cardinale Agostino Richelmy
- Vescovo Giuseppe Castelli
- Vescovo Gaudenzio Binaschi
- Arcivescovo Albino Mensa
- Cardinale Tarcisio Bertone, S.D.B.
- Cardinale Mauro Piacenza
- Vescovo Krzysztof Józef Nykiel

## Opere
- Krzysztof Józef Nykiel, La natura della potestà della Chiesa nella concessione delle indulgenze, Roma, Pontificia Università Gregoriana, 2001,  p. 200.
- Krzysztof Józef Nykiel e Paolo Carlotti (a cura di), La formazione morale della persona nel sacramento della Riconciliazione, collana Sapientia ineffabilis, Roma, If Press, 24 settembre 2015,  p. 128, ISBN 978-8867880690.
- Krzysztof Józef Nykiel e Ugo Taraborrelli (a cura di), L'Archivio della Penitenzieria Apostolica: stato attuale e prospettive future: atti della giornata di studio, Roma, Palazzo della Cancelleria, 22 novembre 2016, Città del Vaticano, Libreria Editrice Vaticana, 17 novembre 2017,  p. 223, ISBN 978-8826600291.
- Krzysztof Józef Nykiel e Ugo Taraborelli, Ascoltare con il cuore di Dio nell'esercizio del ministero della Riconciliazione, Città del Vaticano, Libreria Editrice Vaticana, 7 dicembre 2017,  p. 241, ISBN 978-8826600499.
- Krzysztof Józef Nykiel, Il sacramento della Misericordia. Accogliere con l'amore di Dio, collana Orizzonti, Città del Vaticano, Libreria Editrice Vaticana, 8 luglio 2019,  p. 360, ISBN 978-8826602875.
- Krzysztof Nykiel, Marco Panero e Ugo Taraborrelli (a cura), «Ti sono perdonati i peccati» (Mc 2,5). Celebrare il sacramento della confessione oggi,  Edizioni San Paolo, 2023, pp. 208, ISBN 9788892243873.
- Krzysztof Józef Nykiel, San Giuseppe salvatore del Salvatore, Edizioni San Paolo, 1ª edizione aprile 2024, Collana NUOVI FERMENTI, pp. 160 CDU 226T 335 ISBN 9788892244887.